# استقامة (إسلام)
الاستقامة في اصطلاح أهل الحقيقة هي الوفاء بالعهود كلها، وملازمة الصراط المستقيم برعاية حد التوسط في كل الأمور، من الطعام والشراب واللباس، وفي كل أمر ديني ودنيوي. فذلك هو الصراط المستقيم، كالصراط المستقيم في الآخرة. ولذلك قال النبي صلى الله عليه وسلم: "«شيبتني سورة هود، إذ أنزل فيها ﴿فاستقم كما أمرت﴾»". وأن يجمع بين أداء الطاعة واجتناب المعاصي، وقيل الاستقامة ضد الاعوجاج، وهي مرور العبد في طريق العبودية بإرشاد الشرع والعقل، والمدومة. وقيل الاستقامة ألا تختار على الله شيئا. وقال أبو علي الدقاق: لها مدارج ثلاثة، أولها التقويم، وهو تأديب النفس، وثانيها الإقامة، وهي تهذيب القلوب، وثالثها الاستقامة، وهي تقريب الأسرار.
تنوعت أقوال السلف في وصف الاستقامة وتعددت وهذه بعض أقوالهم:
- ( سُئل ِصديقُ الأمة وأعظمُها استقامة - أبو بكر الصديق عن الاستقامة؟ فقال: (( أن لا تشرك بالله شيئًا )).
- وقال عمر بن الخطاب: (( الاستقامة أن تستقيم على الأمر والنهي، ولا تروغ روغان الثعلب )).
- وقال عثمان بن عفان: (( استقاموا: أخلصوا العمل لله )).
- وقال علي وابن عباس: (( استقاموا أدوا الفرائض )).
- وقال الحسن: (( استقاموا على أمر الله فعملوا بطاعته واجتنبوامعصيته)).[2]
- وقال ابن رجب : والاستقامة هي سلوك الصراط المستقيم، وهي الدين القيم من غير تعريج عنه يمنةً ولا يسرةً، ويشمل ذلك فعل الطاعات كلها، الظاهرة والباطنة، وترك المنهيات كلها كذلك )).[3] ومن هذا يمكن القول أن الاستقامة تعني التمسك بالدين كله والثبات عليه ؛ ولذلك قال ابن القيم - بعد أن عرَّف الاستقامة بأنها السداد والإصابة في النيات والأقوال والأعمال.. قال بعدها: فالاستقامة كلمة جامعة، آخذةٌ بمجامع الدين، وهي القيام بين يدي الله على حقيقة الصدق، والوفاء.

## متعلقات الاستقامة
والاستقامة تتعلق بالأقوال والأفعال، والأحوال، والنيات.. فالاستقامة فيها وقوعها لله، وبالله، وعلى أمر الله. وسمعت ابن تيمية يقول: (( أعظم الكرامة لُزوم الاستقامة )).

## حكم الاستقامة
لقد أمر الله - عز وجل - نبيه وأتباعه أن يلتزموا الاستقامة عقيدةً وشريعة، هديًا ومنهجًا، ويجتنبوا الطغيان ويحذروا أهواء أولياء الشيطان، قال الله تعالى: ﴿فَاسْتَقِمْ كَمَا أُمِرْتَ وَمَن تَابَ مَعَكَ وَلاَ تَطْغَوْا إِنَّهُ بِمَا تَعْمَلُونَ بَصِيرٌ ﴾.
قال ابن كثير : (( يأمر الله - تعالى - رسوله وعباده المؤمنين بالثبات والدوام على الاستقامة، وذلك من أكبر العون على النصر على الأعداء ومخالفة الأضداد، وينهى عن الطغيان وهو البغي، فإنه مصرعة حتى ولو كان على مشرك، وأعلم تعالى أنه بصير بأعمال العباد لا يغفل عن شيء، ولا يخفى عليه شيء )).
قال ابن رجب وفي قوله - عز وجل - : ﴿فَاسْتَقِيمُوا إِلَيْهِ وَاسْتَغْفِرُوهُ﴾ إشارة إلى أنه لابد من تقصير في الاستقامة المأمور بها، فيُجْبَرُ ذلك بالاستغفار المقتضي للتوبة والرجوع إلى الاستقامة، فهو كقول النبي لمعاذ: (( اتق الله حيثما كنت، وأتبع السيئة الحسنة تمحها )) ، وقد أخبر النبي أن الناس لن يطيقوا الاستقامة حق الاستقامة فقال النبي: (( استقيموا ولن تحصوا، واعلموا أن خير أعمالكم الصلاة، ولا يحافظ على الوضوء إلا مؤمن )) ، وفي رواية للإمام أحمد: (( سددوا وقاربوا، ولا يحافظ على الوضوء إلا مؤمن )) 

## أهمية الاستقامة
قال بعضهم: كن صاحب الاستقامة، لا طالب الكرامة؛ فإنّ نفسك متحرّكة في طلب الكرامة، وربّك يطالبك بالاستقامة. فالاستقامة للحال بمنزلة الرّوح من البدن، فكما أنّ البدن إن خلا عن الرّوح فهو ميّت فكذلك الحال إذا خلا عن الاستقامة فهو فاسد. وكما أنّ حياة الأحوال بها، فزيادة أعمال الزّاهدين أيضا ونورها وزكاؤها بها، فلا زكاء للعمل ولا صحّة بدونها.

## إذا استقام القلب استقامت الجوارح
أصل الاستقامة استقامة القلب على التّوحيد، فمتى استقام القلب على معرفة الله، وعلى خشيته وإجلاله ومهابته ومحبّته وإرادته ورجائه ودعائه والتّوكّل عليه والإعراض عمّا سواه، استقامت الجوارح كلّها على طاعته، فإنّ القلب هو ملك الأعضاء، وهي جنوده، فإذا استقام الملك استقامت جنوده ورعاياه. وأعظم ما يراعى استقامته بعد القلب من الجوارح اللّسان، فإنّه ترجمان القلب والمعبّر عنه.

## من مظاهر الاستقامة
- فعل الطاعات والاجتهاد فيها ومجاهدة النفس عليها: لأن الإيمان يزيد بالطاعة وينقص بالمعصية، وأهم ما يحافظ عليه العبد الصلوات الخمس بقية الفرائض، مع الاستزادة والإكثار من النوافل، جاء في حديث قدسي: قال الله عز وجل: (وما تقرب إلي عبدي بشيء أحب إلي مما افترضه عليه، ومازال يتقرب إلي بالنوافل حتى أحبه، فإذا أحببته كنت سمعه الذي يسمع به، وبصره الذي يبصر به، ويده التي يبطش بها، ورجله التي يمشي بها). [ صحيح البخاري، دار طوق النجاة، رقم الحديث (6502)]
- الاشتغال بالعلم الشرعي وطلبه: لأن به يُعرَف اللهَ ويُعبد، ويُذكر ويُوحَّد، ويُحمد ويُمجَّد، وبه اهتدى إليه السالكون، ومن طريقه وصل إليه الواصلون، ومن بابه دخل القاصدون، مذاكرته تسبيح، والبحث عنه جهاد، وطلبه قربة، وبذله صدقة، ومدارسته تعدل بالصيام والقيام، والحاجة إليه أعظم منها إلى الشراب والطعام.[10]
- الإخلاص في العلم والعمل: فلابد من مجاهدة النفس على الإخلاص فهو روح كل عبادة، وبه تستقيم النفس وتصدق مع الله في الأقوال والأعمال قال تعالى: {فَأَقِمْ وَجْهَكَ لِلدِّينِ حَنِيفًا }. [ سورة الروم، آية 30]
- الدعاء: من مقويات الإيمان دعاء الله تعالى تحقيق الاستقامة والثبات عليها كما كان النبي صلى الله عليه وسلم يسأل ربه الثبات على الدين، وقد أمرنا بقراءة الفاتحة في كل ركعة وفيها نسأل الله تعالى فنقول: {اهْدِنَا الصِّرَاطَ الْمُسْتَقِيمَ * صِرَاطَ الَّذِينَ أَنْعَمْتَ عَلَيْهِمْ}. [سورة الفاتحة، آية 6-7]
- الإكثار من قراءة القرآن ومحاولة حفظه أو ما تيسر منه، وكذلك تدبره، وقد جعل الله تعالى القرآن سبيلا لمن أراد الاستقامة فقال: {إِنْ هُوَ إِلَّا ذِكْرٌ لِلْعَالَمِينَ لِمَنْ شَاءَ مِنْكُمْ أَنْ يَسْتَقِيمَ } [سورة التكوير، آية 28]، وقال: {إِنَّ هَـذَا الْقُرْآنَ يِهْدِي لِلَّتِي هِيَ أَقْوَمُ وَيُبَشِّرُ الْمُؤْمِنِينَ الَّذِينَ يَعْمَلُونَ الصَّالِحَاتِ أَنَّ لَهُمْ أَجْراً كَبِيراً}. [سورة الإسراء، آية 9]
- الصحبة الصالحة: لأن صحبة البطالين وأهل المعاصي تضعف الاستقامة، تأمل كيف أن الله تعالى بعد أن أمر بالاستقامة حذر من الركون إلى أهل المعاصي؛ لأن هذا يؤثر على الاستقامة فقال تعالى: {فَاسْتَقِمْ كَمَا أُمِرْتَ وَمَن تَابَ مَعَكَ وَلا تَطْغَوْا إنَّهُ بِمَا تَعْمَلُونَ بَصِيرٌ * وَلا تَرْكَنُوا إلَى الَذِينَ ظَلَمُوا فَتَمَسَّكُمُ النَّارُ}. [سورة هود، آية 112-113]
- التوسط والاعتدال: لا إفراط وغلو وتشديد؛ فإن النبي صلى الله عليه وسلم قال: (لن يشادّ الدين أحد إلا غلبه). [صحيح البخاري، دار طوق النجاة، رقم الحديث 39]، وقال صلى الله عليه وسلم: (هلك المتنطعون) قالها ثلاثاً. [صحيح مسلم، دار إحياء التراث العربي، رقم الحديث (2670)] والمتنطعون هم المتعمقون الغالون، المجاوزون الحدود في أقوالهم وأفعالهم.[11]

## الطرق المعينة على الاستقامة
- العبادات
- التربية الأسرية
- محاسبة النفس
- حضور مجالس العلم
- تقديم النصيحة والتناصح

## ثمرات الاستقامة
لقد جعل الله - عز وجل - لمن آمنوا بدينه حقًّا، واستقاموا عليه صدقًا فضائل عظيمة ومنازل رفيعة كما قال تعالى ﴿إِنَّ الَّذِينَ قَالُوا رَبُّنَا اللهُ ثُمَّ اسْتَقَامُوا 
تَتَنَزَّلُ عَلَيْهِمُ الْمَلاَئِكَةُ أَلاَّ تَخَافُوا وَلاَ تَحْزَنُوا وَأَبْشِرُوا بِالْجَنَّةِ الَّتِي كُنْتُمْ تُوعَدُونَ﴾،
ومن خلال هذه الآيات نرى الثمرات التالية:
- تتنزل عليهم الملائكة :

فملائكة الرحمن تتنزل عليهم بالبشرى من عند الله - سبحانه - بالسرور والحبور وذلك في ثلاثة مواطن عصيبة، قال وكيع : (( البشرى في ثلاثة مواطن: عند الموت، وفي القبر، وعند البعث ))
- الطمأنينة والسكينة :

﴿أَلاَّ تَخَافُوا وَلاَ تَحْزَنُوا﴾، والمعنى: لا تخافوا مما تقدمون عليه من أمور الآخرة، ولا تحزنوا على ما فاتكم من أمور الدنيا من أهل وولد ومال، وقال عطاء: (( لا تخافوا ردَّ ثوابكم فإنه مقبول ولا تحزنوا على ذنوبكم فإني أغفرها لكم )).
- البشرى بالجنة:

﴿وَأَبْشِرُوا بِالْجَنَّةِ الَّتِي كُنْتُمْ تُوعَدُونَ﴾، منزلة عظيمة، ونعمة جسيمة.
- الولاية لأهل الاستقامة:

﴿نَحْنُ أَوْلِيَاؤُكُمْ فِي الْحَيَاةِ الدُّنْيَا وَفِي الآَخِرَةِ﴾، قال الشوكاني:(أي نحن المتولون لحفظكم ومعونتكم في أمورالدنيا وأمور الآخرة، ومن كان الله وليه فاز بكل مطلب ونجا من كل مخافة، وقيل:
إن هذا من قبول الملائكة... قال مجاهد: إذا كان يوم القيامة قالوا: لا نفارقكم حتى تدخلوا الجنة).
- مغفرة الذنوب :

﴿نُزُلاً مِّنْ غَفُورٍ رَّحِيمٍ﴾، قال الإمام ابن كثير :( مِّنْ غَفُورٍ ) لذنوبكم، (رَّحِيمٍ) بكم، حيث غفر وستر ورحم ولطف.
- سعة الرزق وهناءة العيش:

﴿وَأَن لَّوِ اسْتَقَامُوا عَلَى الطَّرِيقَةِ لأسْقَيْنَاهُم مَّاءً غَدَقًا﴾، أي لو استقام الناس على طريقة الإسلام، واستمروا عليها(لأسْقَيْنَاهُم مَّاءً غَدَقًا)أي كثيرًا، والمراد بذلك سعة الرزق كما قال عمر بن الخطاب:(( أينما كان الماء كان المال ))، وهذا الوعد كقوله تعالى:﴿ وَلَوْ أَنَّ أَهْلَ الْقُرَى آمَنُوا وَاتَّقَوْا لَفَتَحْنَا عَلَيْهِمْ بَرَكَاتٍ مِّنَ السَّمَاءِوَالأَرْضِ﴾، وعلى هذا يكون معنى قولـه تعالى: ﴿لِنَفْتِنَهُمْ فِيهِ﴾أي: (لنختبرهم من يستمر على الهداية ممن يرتد على الغواية).